# Aselgeia ramulifera
Espèce
Synonymes
- Dendrophora breviceps Melichar, 1904[1],[2]

Aselgeia ramulifera est une espèce d'insectes hémiptères de la famille des Dictyopharidae.

## Répartition
Cette espèce se rencontre en Afrique Orientale depuis l'Afrique du Sud jusqu'en Somalie en passant par la Namibie, le Mozambique et la république démocratique du Congo.

## Description
Le corps, d'une longueur de 9 mm, est elliptique et légèrement tuberculé. Il est d'une couleur vert gazon terne et jaunâtre par endroits

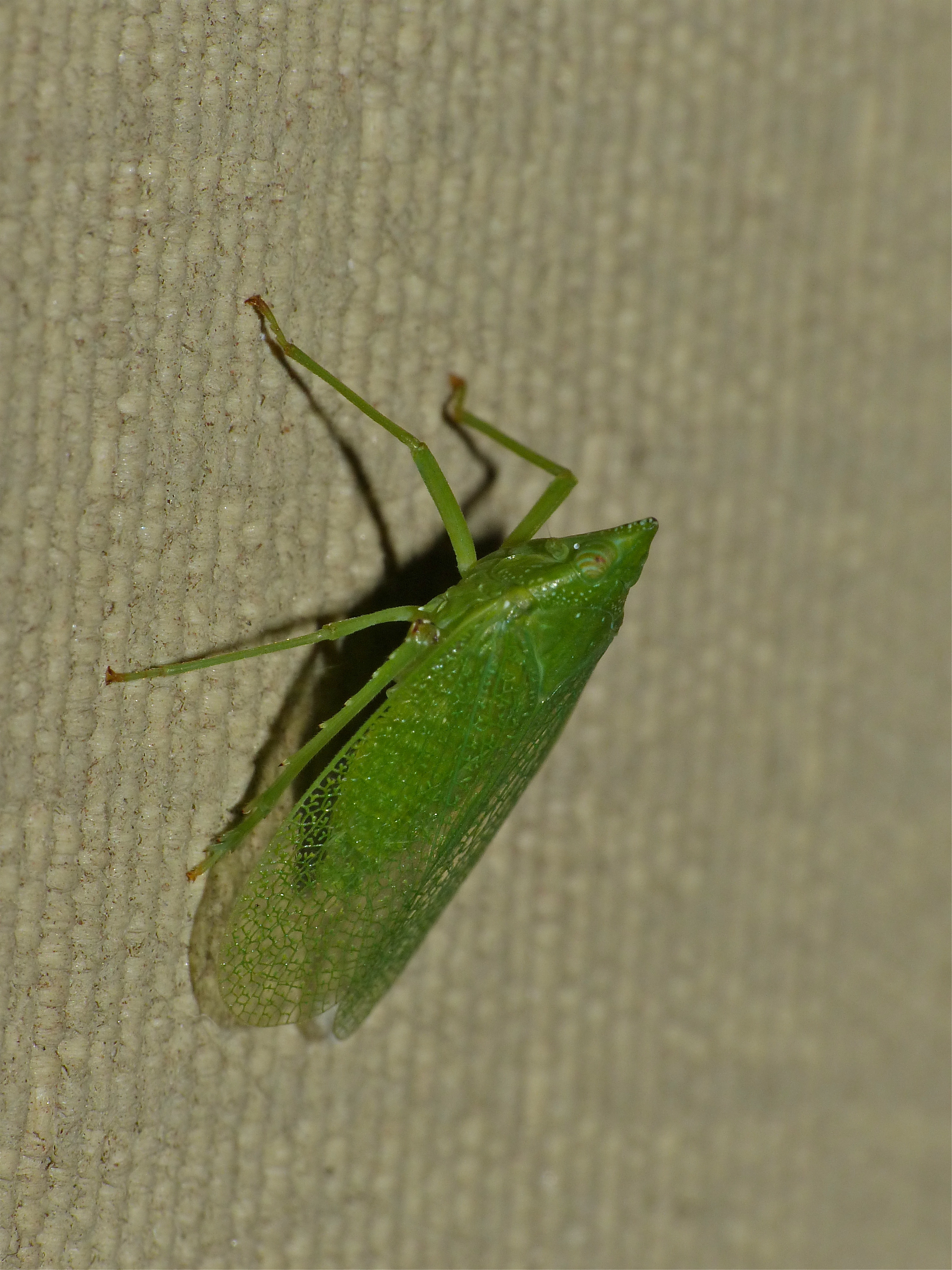
Aselgeia ramulifera.

La tête est triangulaire, deux fois plus longue que le thorax, et sa longueur égale sa largeur. Son extrémité est pointue. Elle arbore une crête de chaque côté au-dessus et trois crêtes sur la face inférieure, la paire latérale étant légèrement convergentes jusqu'à proximité de l'épistome où elles divergent. L'épistome est grand avec une légère crête centrale, arrondi et ayant un bord lancéolé de chaque côté sur la moitié de la longueur jusqu'à la pointe. La bouche est verte avec une pointe noire et atteint les hanches postérieures.
Le thorax n'est pas striée et sa partie antérieure est légèrement convexe à l'avant et concave à l'arrière et un peu élargie de chaque côté.
L'abdomen, pas plus long que le thorax, est obconique.
Les pattes sont vertes, cannelées et teintées de fauve. Les pattes postérieures présentent sept épines à pointe noire et sont légèrement élargies.
Les ailes, d'une longueur de 23 mm, sont incolores et la totalité de la surface des ailes antérieures est couverte de minuscules aréoles. De la veine située de chaque côté des ailes part une branche fourchue qui se prolonge dans le disque. Les veines sont vertes et celles des ailes postérieures sont relativement peu nombreuses. 

## Publication originale
- (en) Francis Walker, List of the specimens of Homopterous insects in the collection of the British Museum, t. 2, Londres, 1851, 375 p. (lire en ligne), p. 324. )